# 알파-리놀렌산
α-리놀렌산(영어: α-linolenic acid, ALA)은 오메가-3 지방산이며, 필수 지방산이다. α-리놀렌산은 아마씨, 호두, 치아, 삼 및 많은 식물성 기름을 포함한 많은 씨앗과 기름에서 발견된다.
α-리놀렌산은 구조적인 면에서 올-시스-9,12,15-옥타데카트라이엔산이다. 생리학 문헌에서 α-리놀렌산은 지질 번호로 18:3 (n-3)으로 표시된다. α-리놀렌산은 18개의 탄소로 구성된 사슬에 3개의 시스 이중 결합이 있는 카복실산이다. 첫 번째 이중 결합은 n 말단으로 알려진 지방산 사슬의 메틸 말단으로부터 세 번째 탄소에 위치한다. 따라서, α-리놀렌산은 다불포화 오메가-3(n-3) 지방산이다. α-리놀렌산은 18:3 (n-6) 지방산(즉, 3개의 이중 결합을 가지고 있는 다불포화 오메가-6 지방산)인 γ-리놀렌산(GLA)의 이성질체이다.

## 어원
리놀렌산(linolenic acid)이라는 단어는 리놀레산(linoleic acid)에서 불규칙적으로 파생된 것으로, 단어 자체는 그리스어인 "linon"("flax", "아마"를 의미)에서 유래하였다. 리놀레산의 오메가-6 이중 결합이 포화되면 올레산을 생성하기 때문에 리놀레산(linoleic acid)의 "올레(oleic)"는 올레산(oleic acid)의 또는 올레산과 관련됨"을 의미한다.

## 식이 공급원
종자유는 α-리놀렌산의 가장 풍부한 공급원이며, 특히 삼씨기름, 치아씨유, 들기름, 아마인유, 카놀라유, 콩기름에 α-리놀렌산이 많이 함유되어 있다. α-리놀렌산은 또한 완두 잎의 틸라코이드 막에서도 얻을 수 있다. 식물의 엽록체는 광합성 틸라코이드 막이 95% 이상을 차지하며, 리놀렌산이 풍부하여 유동성이 매우 높으며, 이는 고해상도 탄소-13 NMR 스펙트럼에서 급격한 공명으로 나타난다. 일부 연구에서는 α-리놀렌산이 가공 및 조리 중에 안정적으로 유지된다고 언급하고 있다. 그러나 다른 연구들은 α-리놀렌산이 전이 금속 촉매로 건성유에 사용되는 기능 자체로 중합되기 때문에 베이킹에 적합하지 않을 수 있다. 일부 α-리놀렌산은 베이킹 온도에서 산화될 수도 있다. 아래 표의 α-리놀렌산 백분율은 각 품목에서 추출한 오일을 나타낸다.
| 일반명   | 학명                    | 기름 중의 α-리놀렌산 %† | 참조  |
| -------- | ----------------------- | ----------------------- | ----- |
| 치아시드 | Salvia hispanica        | 64%                     | [ 7 ] |
| 키위     | Actinidia chinensis     | 62%                     | [ 7 ] |
| 들깨     | Perilla frutescens      | 58%                     | [ 7 ] |
| 아마     | Linum usitatissimum     | 55%                     | [ 7 ] |
| 월귤     | Vaccinium vitis-idaea   | 49%                     | [ 7 ] |
| 카멜리나 | Camelina sativa         | 35-45%                  |       |
| 쇠비름   | Portulaca oleracea      | 35%                     | [ 7 ] |
| 산자나무 | Hippophae rhamnoides L. | 32%                     | [ 8 ] |
| 삼       | Cannabis sativa         | 20%                     | [ 7 ] |
| 호두     | Juglans regia           | 10.4%                   | [ 9 ] |
| 유채     | Brassica napus          | 10%                     | [ 2 ] |
| 콩       | Glycine max             | 8%                      | [ 2 ] |
|          |                         | †평균값                 |       |

## 영양과 건강에서의 잠재적인 역할

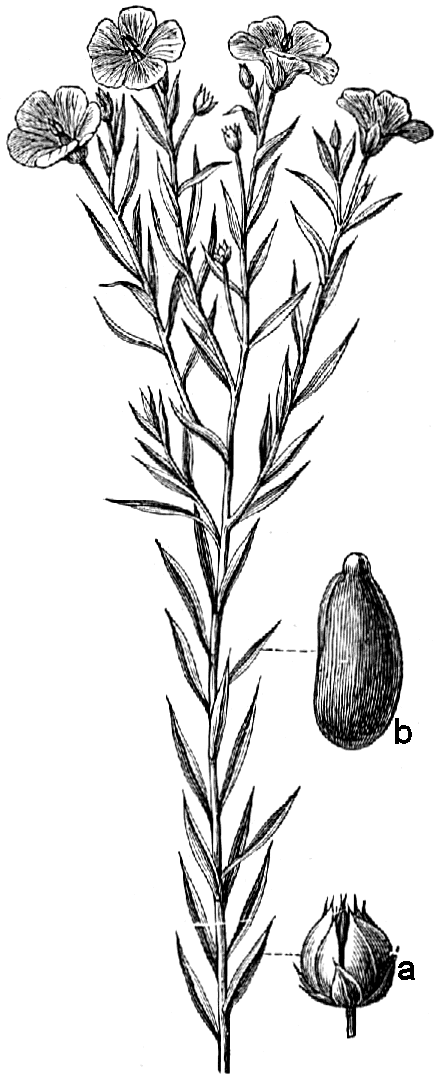
아마는 α-리놀렌산이 풍부한 공급원이다.

α-리놀렌산의 가장 좋은 공급원은 씨앗이지만, 대부분의 씨앗과 씨앗 기름은 오메가-6 지방산인 리놀레산이 훨씬 더 풍부하다. 아마씨(적절한 영양소의 흡수를 위해선 갈아야 하기 때문)와 치아씨는 예외로 한다. 리놀레산은 필수 지방산이며 다른 오메가-6 지방산들처럼 세포막의 위치를 두고 오메가-3 지방산과 경쟁하며 사람의 건강에 매우 다른 영향을 미친다. 필수 지방산 상호작용의 복잡한 세트가 있다.
사람은 12-탈포화효소와 15-탈포화효소가 없어서 스테아르산으로부터 α-리놀렌산을 합성할 수 없기 때문에 음식물을 통해서 α-리놀렌산을 섭취해야 한다. 에이코사펜타엔산(EPA, 20:5 n-3) 및 도코사헥사엔산(DHA, 22:6 n-3)은 어류 및 조류의 기름으로부터 쉽게 얻을 수 있으며, 이들 지방산은 많은 대사 과정에서 중요한 역할을 한다. 에이코사펜타엔산과 도코사헥사엔산은 또한 식이 α-리놀렌산으로부터 사람에 의해 합성될 수 있다. α-리놀렌산 → 스테아리돈산 → 에이코사테트라엔산 → 에이코사펜타엔산 → 도코사펜타엔산 → 9,12,15,18,21-테트라코사펜타엔산 → 6,9,12,15,18,21-테트라코사헥사엔산 → 도코사헥사엔산의 대사 과정을 거치지만, 단지 몇 %의 효율에 불과하다. 오메가-3 긴사슬 다불포화 지방산 합성의 효율이 α-리놀렌산 전환의 캐스케이드를 감소시키기 때문에 α-리놀렌산으로부터 도코사헥사엔산의 합성은 에이코사펜타엔산의 합성보다 훨씬 더 제한적이다. α-리놀렌산의 도코사헥사엔산으로의 전환은 남성보다 여성에게서 더 잘 일어난다.
여러 연구에서 α-리놀렌산과 전립선암 위험 증가 사이의 관계가 밝혀졌다. 이러한 위험은 α-리놀렌산의 공급원(예: 육류, 식물성 기름)과 관계가 없는 것으로 밝혀졌다. 그러나, 2006년에 실시된 대규모 연구에서는 α-리놀렌산의 총섭취량과 전립선암의 전반적인 위험 사이에는 연관성이 없었다. 2009년의 메타 분석은 초기 연구에서 출판 편향의 증거를 발견했으며, α-리놀렌산이 전립선암의 위험 증가에 관여한다면 위험 증가에 기여하는 부분은 매우 작다고 결론지었다.

### 안정성 및 수소화
α-리놀렌산은 상대적으로 산화되기 쉬우며 다른 많은 기름들보다 더 빨리 산패된다. α-리놀렌산의 산패는 제조업자가 콩기름과 같은 α-리놀렌산을 함유하고 있는 기름을 부분적으로 수소화하는 것을 선택하는 이유 중 하나이다. 콩은 미국에서 식용유의 가장 큰 공급 원료이며, 2007년 연구에 따르면 콩기름 생산량의 40%가 부분적으로 수소화되었다.
그러나 부분적으로 수소화될 때, 불포화 지방산의 일부는 건강에 해로운 트랜스 지방산이 된다. 소비자들은 트랜스 지방을 함유하고 있는 제품을 점점 더 기피하고 있으며, 정부는 식품에 트랜스 지방이 포함되는 것을 금지하기 시작했다. 이러한 규제와 시장의 압력으로 인해 α-리놀렌산을 적게 함유한 콩의 개발이 촉진되었다. 이와 같은 새로운 품종의 콩은 많은 응용 분야에서 수소화를 필요로 하지 않는 보다 안정적인 기름을 생산하므로 튀김 기름과 같은 트랜스 지방이 없는 제품을 생산하는데 사용될 수 있다.
몇몇 컨소시엄이 α-리놀렌산을 적게 함유한 콩을 시장에 출시하고 있다. 듀퐁은 Δ6-불포화효소를 암호화 하고 있는 FAD2 유전자를 침묵시키는데 성공하여, α-리놀렌산 및 리놀레산을 매우 적게 함유하고 있는 콩기름을 생산하고 있다. 몬산토는 전통적인 육종 기술을 통해 만들었기 때문에 GMO 제품보다 논란이 적은 α-리놀렌산을 적게 함유한 콩의 브랜드인 "비스티브 골드(Vistive Gold)"를 시장에 선보였다.

### 심혈관계
어떤 과학적 리뷰에 따르면, α-리놀렌산의 소비를 많이 할수록 심혈관계 질환의 위험성이 약간 낮아지지만, 여러 연구들에서의 결과의 다양함은 확실한 결론을 도출하기 전에 추가적인 연구의 필요성을 강조한다.

## 역사
α-리놀렌산은 1942년에 J. W. 매커천(J. W. McCutcheon)의 합성에서 인용된 바와 같이 롤렛(Rollett)에 의해 최초로 분리되었으며, 그린(Green)과 힐디치(Hilditch)의 1930년대의 조사에서 언급되었다. α-리놀렌산은 1995년에 처음으로 인공적으로 합성되었다. [(Z-Z)-노나-3, 6-다이엔-1-일]트라이페닐포스포늄 브로마이드의 포스포늄 염과 메틸 9-옥소노나노에이트의 비티히 반응 후 비누화하여 합성을 완료하였다.

## 같이 보기
- γ-리놀렌산
- 필수 지방산
- 오메가-3 지방산
- 오메가-3 지방산의 목록
- 영양소
- 건성유
- 밀배아유